# Francesco Nucara
Francesco Nucara (Reggio Calabria, 3 aprile 1940 – Roma, 12 maggio 2022) è stato un politico italiano.
È stato deputato alla Camera per cinque legislature (IX, X, XI, XV, XVI), ricoprendo vari incarichi parlamentari, sottosegretario di Stato al Ministero dei lavori pubblici dal 27 luglio 1989 al 12 aprile 1991 nel governo Andreotti VI, sottosegretario di Stato al Ministero dell'ambiente e della tutela del territorio e del mare dal 12 giugno 2001 al 14 gennaio 2005 nel governo Berlusconi II e viceministro dell'ambiente e della tutela del territorio dal 14 gennaio 2005 al 17 maggio 2006 nei governi Berlusconi II e III.

## Biografia
Nato il 3 aprile 1940 a Reggio Calabria, Nucara ha vissuto a Roma fin dal 1962, si è laureato in scienze statistiche ed attuariali ed in architettura, è stato giornalista iscritto all'albo dei pubblicisti del Lazio; e ha ricoperto la carica di funzionario del ente pubblico Cassa per il Mezzogiorno.

### Attività politica

#### Gli inizi nel PRI
All'interno del Partito Repubblicano Italiano, al quale è iscritto dal 1963, ha ricoperto, fra le altre, le cariche di segretario regionale per la Calabria, di responsabile dell'Ufficio per il Mezzogiorno e per le aree depresse del centro e del nord, di segretario organizzativo nazionale e di segretario nazionale.

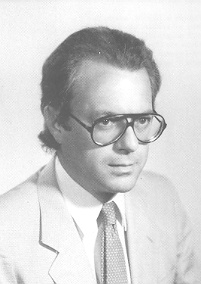
Francesco Nucara eletto alla Camera nel 1983

È stato eletto alla Camera dei deputati nelle liste del Partito Repubblicano Italiano per tre legislature, dal luglio 1983 all'aprile 1994.
Dal luglio 1989 all'aprile del 1991 è stato sottosegretario di Stato ai lavori pubblici. Per conto del governo Andreotti VI ha seguito la legge 183 del 1989 sulla difesa del suolo e la legge 36 del 1994 sul ciclo integrato delle acque. È stato relatore del disegno di legge sulle società di ingegneria e sulla riconversione delle fabbriche di armi.
Per il resto degli anni novanta non esercita ruoli politici di primo piano.

#### L'alleanza con la CdL e l'ingresso al governo
Nel 2001 viene eletto segretario nazionale del PRI, subentrando a Giorgio La Malfa. Sotto la sua guida il partito dell'edera ha rafforzato l'alleanza con la Casa delle Libertà di Silvio Berlusconi, pur affermando la sua avversione per il bipolarismo. Nel 2007 ha ribadito, tra i punti fermi della sua linea politica, la laicità e l'indipendenza di giudizio sui provvedimenti di interesse nazionale.
Dal 2004 al 2005 è viceministro all'ambiente nel governo Berlusconi III.

#### Deputato nelle liste di Forza Italia e PdL
Alle elezioni politiche del 2006 è ritornato alla Camera dei Deputati, eletto nelle liste di Forza Italia, come esponente del PRI, nella circoscrizione Emilia-Romagna.
Alle elezioni politiche del 2008 viene riconfermato nelle liste del Popolo della Libertà, sempre in rappresentanza del PRI, nella circoscrizione Calabria.
A seguito dell'inasprirsi della crisi politica interna alla maggioranza di centro-destra, culminata a fine luglio 2010 con la costituzione dei gruppi parlamentari di Futuro e Libertà per l'Italia, Nucara aveva annunciato la costituzione di un Gruppo dei responsabili, costituito da 20 deputati (che sarebbe dovuto nascere alla fine di settembre), pronto a garantire al governo una maggioranza indipendente dal voto dei finiani per arrivare alla naturale conclusione della legislatura.
Il tentativo, tuttavia, fallì: il gruppo non si costituì, ma il voto di Futuro e Libertà per l'Italia non risultò comunque determinante per la fiducia incassata alla Camera dal governo.
L'8 novembre 2011 non ha partecipato al voto sul rendiconto generale dello Stato, perché ricoverato in ospedale.
Non si è ricandidato alle elezioni politiche del 2013.
Muore a Roma il 12 maggio 2022, all'età di 82 anni.

## Vita privata
Era sposato con Nietta Romeo dalla quale ha avuto due figli: Alessandro e Annabella.

## Vicende giudiziarie
Nel 1992 è stato indagato nell'inchiesta giudiziaria di Tangentopoli, con l'accusa di ricettazione per aver ricevuto dalla ditta Lodigiani una presunta tangente da 25.000.000 di lire per la costruzione del nuovo centro direzionale di Reggio Calabria.
Il 18 marzo 1998 la Corte d'appello di Reggio Calabria lo ha assolto dall’accusa "perché il fatto non sussiste".

## Incarichi parlamentari

### IX legislatura
- Vicepresidente della Commissione parlamentare per l'esercizio dei poteri di controllo sulla programmazione e sull'attuazione degli interventi ordinari e straordinari nel mezzogiorno (dal 16 ottobre 1986 al 1º luglio 1987)
- Membro della 12ª Commissione industria e commercio - artigianato - commercio estero (dal 12 luglio 1983 al 1º luglio 1987)
- Membro della 6ª Commissione Finanze e tesoro (dal 4 agosto 1983 al 27 settembre 1984)
- Membro della Commissione parlamentare per l'esercizio dei poteri di controllo sulla programmazione e sull'attuazione degli interventi ordinari e straordinari nel mezzogiorno (dal 26 ottobre 1983 al 1º luglio 1986)

### X legislatura
- Segretario della 10ª Commissione Attività produttive, commercio e turismo (dal 4 agosto 1987 al 26 luglio 1989)
- Membro della 8ª Commissione Ambiente, territorio e lavori pubblici (dal 23 aprile 1991 al 22 aprile 1992)
- Membro della 5ª Commissione Bilancio, tesoro e programmazione (dal 18 ottobre 1989 al 23 aprile 1991)
- Membro della 10ª Commissione Attività produttive, commercio e turismo (dal 4 agosto 1987 al 18 ottobre 1989)
- Segretario della Commissione parlamentare per il controllo sugli interventi nel mezzogiorno (dal 12 novembre 1987 al 26 luglio 1989)
- Membro della Commissione parlamentare per il controllo sugli interventi nel mezzogiorno (dal 23 ottobre 1987 al 26 luglio 1989)

### XI legislatura
- Membro della 9ª Commissione trasporti, poste e telecomunicazioni (dall'11 giugno 1992 al 14 aprile 1994)

### XV legislatura
- Capogruppo nella 8ª Commissione Ambiente, territorio e lavori pubblici (dal 6 giugno 2006 al 28 aprile 2008)
- Membro della 8ª Commissione Ambiente, territorio e lavori pubblici (dal 6 giugno 2006 al 28 aprile 2008)

### XVI legislatura
- Capogruppo nella 8ª Commissione Ambiente, territorio e lavori pubblici (dal 22 maggio 2008 al 14 marzo 2013)
- Membro della 8ª Commissione Ambiente, territorio e lavori pubblici (dal 15 maggio 2008 al 14 marzo 2013)
- Membro della Commissione esaminatrice del concorso "riprogettare per tutti - un patrimonio architettonico proiettato nel futuro" (dal 16 febbraio 2009 al 14 marzo 2013)
- Membro della Commissione parlamentare di inchiesta sugli errori in campo sanitario e sulle cause dei disavanzi sanitari regionali (dal 24 marzo 2009 al 14 marzo 2013)

## Opere principali
- Un anno di attività parlamentare, Edizioni Mapograf, Vibo Valentia, 1985.
- Rendiconto agli elettori 1984-1987: un impegno per la Calabria nell'ambito di quello più generale per il paese, Edizioni Mapograf, Vibo Valentia, 1987.
- Reggio Calabria: come si finisce senza colpe nell'arena di tangentopoli, Edizioni Mapograf, Vibo Valentia, 1992.
- Il Futuro di Reggio Calabria – Reggio, Città Metropolitana – 5 anni di battaglie, Suraci Editore, Roma, 2014.
- La grande Reggio: una storia della città, Gangemi Editore, Roma, 2015.
- Storia di una passione politica (scene e retroscene), Rubbettino Editore, Soveria Mannelli (CZ), 2017.
- Incontri con la politica. Storia di un repubblicano di Calabria, Rubbettino Editore, Soveria Mannelli (CZ), 2021